# Punta Elefante
La punta Elefante, punta Baliza o punta Mirounga es un cabo que marca la entrada este a la caleta Potter, ubicada en el suroeste de la isla Rey Jorge/25 de Mayo de las Shetland del Sur, Antártida. Posee 31 metros de altitud y se halla próxima al cerro Tres Hermanos y a la base Carlini de Argentina.

## Toponimia
El cabo fue llamado punta Baliza por Roberto Araya y Francisco Hervé, geólogos de la Universidad de Chile, en 1966. Más tarde fue llamada punta Elefante por la Expedición Antártica Argentina en referencia al elefante marino (Mirounga leonina), y en relación con la Zona Antártica Especialmente Protegida denominada ZAEP 132 Península Potter, Isla Rey Jorge (25 de mayo), Islas Shetland del Sur. La ZAEP 132 se extiende desde el sur de la punta Elefante hasta la saliente rocosa denominada Peñón 7, abarcando 2,17 km² de la península Potter.

## Reclamaciones territoriales
Argentina incluye a la isla Rey Jorge/25 de Mayo en el departamento Antártida Argentina dentro de la provincia de Tierra del Fuego, Antártida e Islas del Atlántico Sur; para Chile forma parte de la comuna Antártica de la provincia Antártica Chilena dentro de la Región de Magallanes y de la Antártica Chilena; y para el Reino Unido integra el Territorio Antártico Británico. Las tres reclamaciones están sujetas a las disposiciones del Tratado Antártico.
Nomenclatura de los países reclamantes: 
- Argentina: punta Elefante[1]
- Chile: punta Barra[1]
- Reino Unido: Mirounga Point[3]